# 주상부
주상부(중국어: 朱常溥, 1604년 - 1606년)는 명 신종의 8남이다. 어머니는 순비 이씨이다.
주상부는 만력 32년 6월 25일에 태어나, 만력 34년 정월 20일에 3세의 나이로 병사하였고, 영사왕(永思王)에 추존되었다.